# Natation aux Jeux paralympiques d'été de 2016
Navigation
Londres 2012 Tokyo 2020
Les épreuves de natation aux Jeux paralympiques d'été de 2016 se sont déroulées du 7 au 18 septembre 2016 à Rio de Janeiro au Brésil. En tout, 152 médailles d'or ont été attribuées dans les compétitions de natation.

## Classification
Dans chaque discipline, les athlètes sont classés en catégories selon leur handicap. Les catégories commençant par S désignent la nage libre, le dos et le papillon, celles commençant par SB désignent la brasse et celles commençant par SM désignent le quatre nages individuelles. Chaque catégories sont ensuite divisées en sous-catégories définis par des chiffres désignent la nature et la lourdeur du handicap :
- 1 à 10 : handicaps physiques divers, classés en général par gravité plutôt que par type. (Pour la brasse, les chiffres ne vont que de 1 à 9. SB1 correspond à S1 et S2, puis SB2 à S3, etc., jusqu'à SB9 qui équivaut à S10). Les athlètes de la sous-catégorie 1 ont un plus gros handicap que ceux de la sous-catégorie 10.
- 11 à 13 : cécité (11) ou handicap visuel. Les athlètes aveugles portent des lunettes de natation noircies pour s'assurer de leur égalité. Puisqu'ils ne peuvent voir le bord du bassin, un assistant le leur indique d'une tape sur la tête.
- 14 : handicap mental.

## Résultats

### Podiums

#### Femmes
| Classe                         | Or                                                                          | Argent                                                                   | Bronze                                                                    |
| Nage libre                     |                                                                             |                                                                          |                                                                           |
| 50 m S4                        | Rachael Watson (AUS)                                                        | Arjola Trimi (ITA)                                                       | Nely Miranda (MEX)                                                        |
| 50 m S5                        | Zhang Li (CHN)                                                              | Joana Maria Silva (BRA)                                                  | Běla Hlaváčková (TCH)                                                     |
| 50 m S6                        | Yelyzaveta Mereshko (UKR)                                                   | Viktoriia Savtsova (UKR)                                                 | Tiffany Thomas Kane (AUS)                                                 |
| 50 m S7                        | McKenzie Coan (USA)                                                         | Denise Grahl (GER)                                                       | Susannah Rodgers (GBR)                                                    |
| 50 m S8                        | Maddison Elliott (AUS)                                                      | Lakeisha Patterson (AUS)                                                 | Jian Shengnan (CHN)                                                       |
| 50 m S9                        | Michelle Konkoly (USA)                                                      | Ellie Cole (AUS)                                                         | Wang Jiexin (CHN)                                                         |
| 50 m S10                       | Aurélie Rivard (CAN)                                                        | Sophie Pascoe (NZL)                                                      | Yi Chen (CHN)                                                             |
| 50 m S11                       | Li Guizhi (CHN)                                                             | Maja Reichard (SWE)                                                      | Maryna Piddubna (UKR)                                                     |
| 50 m S12                       | Hannah Russell (GBR)                                                        | Naomi Maike Schnittger (GER)                                             | Maria Delgado Nadal (ESP)                                                 |
| 50 m S13                       | Anna Stetsenko (UKR)                                                        | Muslima Odilova (UZB)                                                    | Shokhsanamkhon Toshpulatova (UZB)                                         |
| 100 m S3                       | Zulfiya Gabidullina (KAZ)                                                   | Peng Qiuping (CHN)                                                       | Olga Sviderska (UKR)                                                      |
| 100 m S5                       | Zhang Li (CHN)                                                              | Teresa Perales (ESP)                                                     | Joana Maria Silva (BRA)                                                   |
| 100 m S6                       | Yelyzaveta Mereshko (UKR)                                                   | Viktoriia Savtsova (UKR)                                                 | Eleanor Robinson (GBR)                                                    |
| 100 m S7                       | McKenzie Coan (USA)                                                         | Cortney Jordan (USA)                                                     | Huang Yajing (CHN)                                                        |
| 100 m S8                       | Maddison Elliott (AUS)                                                      | Lakeisha Patterson (AUS)                                                 | Stephanie Millward (GBR)                                                  |
| 100 m S9                       | Michelle Konkoly (USA)                                                      | Sarai Gascon (ESP)                                                       | Ellie Cole (AUS)                                                          |
| 100 m S10                      | Aurélie Rivard (CAN)                                                        | Sophie Pascoe (NZL)                                                      | Elodie Lorandi (FRA)                                                      |
| 100 m S11                      | Xie Qing (CHN)                                                              | Li Guizhi (CHN)                                                          | Liesette Bruinsma (NED)                                                   |
| 100 m S13                      | Anna Stetsenko (UKR)                                                        | Rebecca Meyers (USA)                                                     | Hannah Russell (GBR)                                                      |
| 200 m S5                       | Zhang Li (CHN)                                                              | Teresa Perales (ESP)                                                     | Sarah Louise Rung (NOR)                                                   |
| 200 m S14                      | Bethany Firth (GBR)                                                         | Jessica-Jane Applegate (GBR)                                             | Marlou van der Kulk (NED)                                                 |
| 400 m S6                       | Yelyzaveta Mereshko (UKR)                                                   | Song Lingling (CHN)                                                      | Eleanor Simmonds (GBR)                                                    |
| 400 m S7                       | McKenzie Coan (USA)                                                         | Cortney Jordan (USA)                                                     | Susannah Rodgers (GBR)                                                    |
| 400 m S8                       | Lakeisha Patterson (AUS)                                                    | Jessica Long (USA)                                                       | Stephanie Millward (GBR)                                                  |
| 400 m S9                       | Nuria Marques Soto (ESP)                                                    | Ellie Cole (AUS)                                                         | Xu Jialing (CHN)                                                          |
| 400 m S10                      | Aurélie Rivard (CAN)                                                        | Monique Murphy (AUS)                                                     | Elodie Lorandi (FRA)                                                      |
| 400 m S11                      | Liesette Bruinsma (NED)                                                     | Cecilia Camellini (ITA)                                                  | Xie Qing (CHN)                                                            |
| 400 m S13                      | Rebecca Meyers (USA)                                                        | Anna Stetsenko (UKR)                                                     | Ariadna Edo Beltran (ESP)                                                 |
| Brasse                         |                                                                             |                                                                          |                                                                           |
| 50 m SB3                       | Cheng Jiao (CHN)                                                            | Mariia Lafina (UKR)                                                      | Patricia Valle (MEX)                                                      |
| 100 m SB4                      | Sarah Louise Rung (NOR)                                                     | Giulia Ghiretti (ITA)                                                    | Rui Si Theresa Goh (SIN)                                                  |
| 100 m SB5                      | Yelyzaveta Mereshko (UKR)                                                   | Viktoriia Savtsova (UKR)                                                 | Song Lingling (CHN)                                                       |
| 100 m SB6                      | Tiffany Thomas Kane (AUS)                                                   | Sophia Herzog (USA)                                                      | Charlotte Henshaw (GBR)                                                   |
| 100 m SB7                      | Elizabeth Marks (USA)                                                       | Jessica Long (USA)                                                       | Lisa den Braber (NED)                                                     |
| 100 m SB8                      | Katarina Roxon (CAN)                                                        | Claire Cashmore (GBR)                                                    | Ellen Keane (IRL)                                                         |
| 100 m SB9                      | Lisa Kruger (NED)                                                           | Harriet Lee (GBR)                                                        | Chantalle Zijderveld (NED)                                                |
| 100 m SB11                     | Zhang Xiaotong (CHN)                                                        | Liesette Bruinsma (NED)                                                  | Maja Reichard (SWE)                                                       |
| 100 m SB13                     | Fotimakhon Amilova (UZB)                                                    | Rebecca Redfern (GBR)                                                    | Colleen Young (en) (USA)                                                  |
| 100 m SB14                     | Michelle Alonso Morales (ESP)                                               | Bethany Firth (GBR)                                                      | Magda Toeters (NED)                                                       |
| Dos                            |                                                                             |                                                                          |                                                                           |
| 50 m S2                        | Pin Xiu Yip (SIN)                                                           | Fen Yazhu (CHN)                                                          | Iryna Stoska (UKR)                                                        |
| 50 m S3                        | Peng Qiuping (CHN)                                                          | Meng Guofen (CHN)                                                        | Lisette Teunissen (NED)                                                   |
| 50 m S4                        | Cheng Jiao (CHN)                                                            | Deng Yue (CHN)                                                           | Maryna Verbova (UKR)                                                      |
| 50 m S5                        | Teresa Perales (ESP)                                                        | Běla Hlaváčková (TCH)                                                    | Sarah Louise Rung (NOR)                                                   |
| 100 m S2                       | Pin Xiu Yip (SIN)                                                           | Fen Yazhu (CHN)                                                          | Iryna Stoska (UKR)                                                        |
| 100 m S6                       | Song Lingling (CHN)                                                         | Lu Dong (CHN)                                                            | Oksana Khrul (UKR)                                                        |
| 100 m S7                       | Ke Liting (CHN)                                                             | Zhang Ying (CHN)                                                         | Rebecca Dubber (NZL)                                                      |
| 100 m S8                       | Stephanie Millward (GBR)                                                    | Maddison Elliott (AUS)                                                   | Jessica Long (USA)                                                        |
| 100 m S9                       | Ellie Cole (AUS)                                                            | Nuria Marques Soto (ESP)                                                 | Hannah Aspden (USA)                                                       |
| 100 m S10                      | Sophie Pascoe (NZL)                                                         | Bianka Pap (HUN)                                                         | Alice Tai (GBR)                                                           |
| 100 m S11                      | Mary Fisher (NZL)                                                           | Cai Liwen (CHN)                                                          | Maja Reichard (SWE)                                                       |
| 100 m S12                      | Hannah Russell (GBR)                                                        | Yaryna Matlo (UKR)                                                       | Maria Delgado Nadal (ESP)                                                 |
| 100 m S13                      | Anna Stetsenko (UKR)                                                        | Abby Kane (GBR)                                                          | Katja Dedekind (AUS)                                                      |
| 100 m S14                      | Bethany Firth (GBR)                                                         | Marlou van der Kulk (NED)                                                | Jessica-Jane Applegate (GBR)                                              |
| Papillon                       |                                                                             |                                                                          |                                                                           |
| 50 m S5                        | Xu Xihan (CHN)                                                              | Sarah Louise Rung (NOR)                                                  | Giulia Ghiretti (ITA)                                                     |
| 50 m S6                        | Eleanor Robinson (GBR)                                                      | Oksana Khrul (UKR)                                                       | Tiffany Thomas Kane (AUS)                                                 |
| 50 m S7                        | Susannah Rodgers (GBR)                                                      | Cortney Jordan (USA)                                                     | Nikita Howarth (NZL)                                                      |
| 100 m S8                       | Kateryna Istomina (UKR)                                                     | Stephanie Slater (GBR)                                                   | Jessica Long (USA)                                                        |
| 100 m S9                       | Xu Jialing (CHN)                                                            | Sarai Gascon (ESP)                                                       | Zsófia Konkoly (HUN)                                                      |
| 100 m S10                      | Sophie Pascoe (NZL)                                                         | Chen Yi (CHN)                                                            | Oliwia Jablonska (POL)                                                    |
| 100 m S13                      | Rebecca Meyers (USA)                                                        | Muslima Odilova (UZB)                                                    | Fotimakhon Amilova (UZB)                                                  |
| 4 nages                        |                                                                             |                                                                          |                                                                           |
| 150 m SM4                      | Cheng Jiao (CHN)                                                            | Olga Sviderska (UKR)                                                     | Deng Yue (CHN)                                                            |
| 200 m SM5                      | Sarah Louise Rung (NOR)                                                     | Teresa Perales (ESP)                                                     | Inbal Pezaro (ISR)                                                        |
| 200 m SM6                      | Eleanor Simmonds (GBR)                                                      | Song Lingling (CHN)                                                      | Tiffany Thomas Kane (AUS)                                                 |
| 200 m SM7                      | Nikita Howarth (NZL)                                                        | Tess Routliffe (CAN)                                                     | Cortney Jordan (USA)                                                      |
| 200 m SM8                      | Jessica Long (USA)                                                          | Stephanie Millward (GBR)                                                 | Lakeisha Patterson (AUS)                                                  |
| 200 m SM9                      | Lin Ping (CHN)                                                              | Sarai Gascon (ESP)                                                       | Amy Marren (GBR)                                                          |
| 200 m SM10                     | Sophie Pascoe (NZL)                                                         | Aurélie Rivard (CAN)                                                     | Bianca Pap (HUN)                                                          |
| 200m SM11                      | Liesette Bruinsma (NED)                                                     | Maja Reichard (SWE)                                                      | Xie Qing (CHN)                                                            |
| 200 m SM13                     | Rebecca Meyers (USA)                                                        | Fotimakhon Amilova (UZB)                                                 | Shokhsanamkhon Toshpulatova (UZB)                                         |
| 200 m SM14                     | Bethany Firth (GBR)                                                         | Jessica-Jane Applegate (GBR)                                             | Marlou van der Kulk (NED)                                                 |
| Relais                         |                                                                             |                                                                          |                                                                           |
| 4 x 100 m nage libre 34 points | Australie Ellie Cole Maddison Elliott Ashleigh McConnell Lakeisha Patterson | États-Unis Jessica Long McKenzie Coan Elizabeth Smith Michelle Konkoly   | Chine Lin Ping Song Lingling Chen Yi Xu Jialing                           |
| 4 x 100 m 4 nages 34 points    | Royaume-Uni Claire Cashmore Stephanie Millward Alice Tai Stephanie Slater   | Australie Ellie Cole Madeleine Scott Maddison Elliott Lakeisha Patterson | États-Unis Elizabeth Smith Hannah Aspden Michelle Konkoly Elizabeth Marks |

### Tableau des médailles
| Rang  | Nation             | Or  | Argent | Bronze | Total |
| ----- | ------------------ | --- | ------ | ------ | ----- |
| 1     | Chine              | 37  | 30     | 25     | 92    |
| 2     | Ukraine            | 25  | 24     | 25     | 74    |
| 3     | Royaume-Uni        | 16  | 16     | 15     | 47    |
| 4     | États-Unis         | 14  | 14     | 9      | 37    |
| 5     | Australie          | 9   | 10     | 10     | 29    |
| 6     | Biélorussie        | 7   | 0      | 1      | 8     |
| 7     | Espagne            | 6   | 8      | 3      | 17    |
| 8     | Nouvelle-Zélande   | 6   | 2      | 2      | 10    |
| 9     | Brésil             | 4   | 7      | 8      | 19    |
| 10    | Pays-Bas           | 4   | 6      | 11     | 21    |
| 11    | Canada             | 4   | 2      | 2      | 8     |
| 12    | Corée du Sud       | 4   | 1      | 0      | 5     |
| 13    | Italie             | 2   | 8      | 3      | 13    |
| 14    | Ouzbékistan        | 2   | 4      | 6      | 12    |
| 15    | Norvège            | 2   | 1      | 3      | 6     |
| 16    | Singapour          | 2   | 0      | 1      | 3     |
| 17    | Colombie           | 1   | 4      | 2      | 7     |
| 18    | Hongrie            | 1   | 2      | 5      | 8     |
| 19    | Suède              | 1   | 2      | 2      | 5     |
| 20    | République tchèque | 1   | 1      | 1      | 3     |
| 21    | Cuba               | 1   | 0      | 1      | 2     |
| 22    | Grèce              | 1   | 0      | 0      | 1     |
| 22    | Hong Kong          | 1   | 0      | 0      | 1     |
| 22    | Kazakhstan         | 1   | 0      | 0      | 1     |
| 22    | Afrique du Sud     | 1   | 0      | 0      | 1     |
| 26    | Azerbaïdjan        | 0   | 3      | 0      | 3     |
| 27    | Japon              | 0   | 2      | 5      | 7     |
| 28    | Allemagne          | 0   | 2      | 1      | 3     |
| 29    | France             | 0   | 1      | 2      | 3     |
| 29    | Pologne            | 0   | 1      | 1      | 2     |
| 31    | Vietnam            | 0   | 1      | 0      | 1     |
| 32    | Mexiqueg           | 0   | 0      | 4      | 4     |
| 33    | Autriche           | 0   | 0      | 1      | 1     |
| 33    | Danemark           | 0   | 0      | 1      | 1     |
| 33    | Ireland            | 0   | 0      | 1      | 1     |
| 33    | Israël             | 0   | 0      | 1      | 1     |
| Total | Total              | 153 | 152    | 152    | 457   |